# Érzékpálcások
Az érzékpálcásak (Secernentea vagy Phasmida) a fonálférgek törzsének egyik osztálya. Jellemző bélyegük a farki (caudalis) végen található phasmidiumok megléte, valamint az Adenophorea osztálynál fejlettebb kiválasztórendszer.
Az érzékpálcásaknak (a többi fonálféreghez hasonlóan) nincs keringési- és légzőrendszerük. Számos fontos élősködő faj tartozik ebbe az osztályba, főleg a Rhabditia, Strongylida, Ascaridida és Spirurida rendekből. Ebbe az osztályba tartozik a laborkísérletekben gyakran használt, a természetben talajlakó, ártalmatlan Caenorhabditis elegans faj is.

## Rendszerezés
A Secernentea osztály alosztályai és rendjei:
- Alosztály Rhabditia (parafiletikus?)
  - Rhabditida
  - Strongylida
- Alosztály Spiruria
  - Ascaridida
  - Camallanida (néhol a Spirurida-hoz csatolva)
  - Drilonematida (néhol a Spirurida-hoz csatolva)
  - Oxyurida
  - Rhigonematida (korábban a Tylenchia-ban)
  - Spirurida
- Alosztály Diplogasteria (talán a Rhabditia-ba tartozik)
  - Diplogasterida
- Alosztály Tylenchia alosztálya (talán a Rhabditia-ba tartozik)
  - Aphelenchida
  - szuronyos fonálférgek (Tylenchida)
- Alosztály nélkül:
  - Rhabdiasida

Néhány család hagyományosan a Rhabditia rendhez sorolódik, noha a Tylenchida rendhez közelebb állónak tűnnek.